# 西戌镇
西戌镇，是中华人民共和国河北省邯郸市涉县下辖的一个乡镇级行政单位。

## 行政区划
西戌镇下辖以下地区：
西戌村、东戌村、沙河村、宋家庄村、水溢河村和鸡鸣铺村。